# 納卡羅阿區
14°22′23″S 39°55′12″E / 14.373°S 39.920°E
納卡羅阿區（葡萄牙語：Nacarôa），是莫桑比克的行政區，位於該國東北部，由楠普拉省負責管轄，首府設於納卡羅阿，面積2,793平方公里，2007年人口106,887，人口密度每平方公里38人。